# Craugastor inachus
Craugastor inachus là một loài ếch thuộc họ Leptodactylidae.
Đây là loài đặc hữu của Guatemala.
Môi trường sống tự nhiên của chúng là rừng khô nhiệt đới hoặc cận nhiệt đới và sông ngòi.
Chúng hiện đang bị đe dọa vì mất môi trường sống.